# オーリン・ジョンストン
オーリン・デウィット・タルマッジ・ジョンストン（Olin DeWitt Talmadge Johnston, 1896年11月18日 – 1965年4月18日）は、アメリカ合衆国サウスカロライナ州出身の民主党の政治家。彼はサウスカロライナ州知事を1935年から1939年、1943年から1945年の二期を務め、1945年から1965年までは合衆国上院議員として州を代表した。

## 若年期と州議員時代
ジョンストンはサウスカロライナ州ホネーパス（Honea Path）近くで生まれた。1913年、ジョンストンは繊維産業大学、現在のスパータンバーグ・メソジスト大学に入学し、ちょうど一年で卒業した。1915年、彼はウォフォード大学に入学したが、第一次世界大戦中のアメリカ陸軍への兵役のため、彼の勉学は中断された。彼はフランスで第42師団、レインボー師団で軍曹として務めた。 戦後、ジョンストンはウォフォード大に戻り、1921年に卒業した。彼はサウスカロライナ大学法律学部に入学し、1923年に民主党員としてアンダーソン郡を代表してサウスカロライナ州下院に選出され、一期を務めた。彼は1927年にもスパータンバーグ郡から州下院議員に選出されて二期を務めた。若手議員として、ジョンストンは州の繊維工場の労働者を擁護し、彼の大きな成果は、工場村に下水道を敷設するよう工場主に要求した法律を守ったことだった。

## 知事時代と連邦上院選挙
1930年、ジョンストンは彼の最初の知事選挙運動をして、予備選挙で候補者名簿をリードしたが、決選投票でおよそ1000票の差で敗れた。敗北に阻止されずに、ジョンストンは再び立候補し、1934年にサウスカロライナ州知事に選出され、一期を務めた。就任して、ジョンストンは州の織物労働者を支援する一連の法案を提案した。熱心なニューディール政策の支持者のジョンストンは、ローカントリーの議員が支配的な州上院で敗北に会ったのみで、彼の立法計画を州下院でなんとか可決させた。サウスカロライナ州の歴史で、知事と立法府の間の最も有名な戦いとなったこととして、ジョンストンは強大な州ハイウェイ委員会の多くの委員を解任しようとした。委員たちが離任を拒否した後に、ジョンストンはハイウェイ課のオフィスを占拠するために州兵を動員した。最終的に、ジョンストンはハイウェイ委員会との戦いに敗れて、すでに悪くなっていた立法府との関係で激しく傷ついた。ジョンストンは、知事の官職が一度も奪還しなかったハイウェイ委員会理事の任命の権力を失った。彼の任期の間、彼は州で初の労働課と初の産業委員会を創設し、彼のリーダーシップのもと、広範囲にわたる田舎の電化計画に着手した。
1938年には再出馬することができず、ジョンストンはアメリカ合衆国上院選挙で"コットン・エド"・スミスに挑戦した。高じてスミスはニューディール政策の反対者として、そしてジョンストンはその強力な推奨者へなったために、選挙戦は国民の関心をもたらした。スミスは、フランクリン・ルーズベルト大統領が排除しようとした上院議員の一人であった。最終的に、ジョンストンはスミスとの戦いに敗れた。
その後ジョンストンは、ジェームズ・F・バーンズの席を争う1941年の上院特別選挙に立候補し、バーネット・R・メイバンクに敗北した。
ジョンストンは1942年に再びサウスカロライナ州知事に辛勝で選出された。第二次世界大戦の勃発は、労働問題がジョンストンの二度目の人気を際立たせない事を意味した。彼の二度目の任期中、ジョンストンは、サウスカロライナ州民主党を民間団体とすることで、スミス対オールライト裁判の判決を回避しようとした法律に署名をした。彼は、彼の合衆国上院の議を受け入れるために辞職した1945年1月3日まで務めた。
1944年、20世紀以降のアメリカとしては最年少死刑囚（14歳）となった黒人少年ジョージ・スティニー Jr.に対して、人権擁護団体から訴えを受けるも頑なに拒否、ジョージ・スティニー Jr.は処刑された。2014年1月、親族による再審請求が受理されて再審を開始、12月17日にサウスカロライナ州地裁でジョージ・スティニー Jr.への死刑判決が棄却されている。

## 上院議員時代
1944年、ジョンストンは上院に選出され、1938年の選挙戦の再戦で"コットン・エド"・スミスに勝利した。ジョンストンは三度再選し、彼が死亡した1965年まで務めた。彼は現在は存在しない郵便委員会の議長を数年間務めた。ジョンストンは、他のディープ・サウス選出の上院議員ほどには保守的ではなく、多くの経済問題で一般的な立場を保った。大部分の南部の民主党員と異なり、ジョンストンは1947年に反組合のタフト＝ハートリー労働法に反対し、1964年の彼の在職の最後の丸一年で、貧困との戦争とメディケアの両方に賛成した。しかし、ディープ・サウス選出のすべての他の政治家と同様、 この間にジョンストンは人種の問題に伝統的で、すべての公民権の立法に反対した。
全国的に有名な人物ではなかったにせよ、ジョンストンは故郷の州で非常にうまく定着した。彼は後に上院議員になる2名を破った上院議員としては唯一かもしれない。彼は、1950年の民主党予備選挙でストロム・サーモンドから、1962年の予備選挙でアーネスト・ホリングスから挑戦を受けたにもかかわらず、議席を保持した。どちらにおいても、ジョンストンはよりリベラルな候補者であった。当時知事を務めていたホリングスは、上院議員を「北部の労働組合の幹部の道具」として攻撃したが、それでもジョンストンは2倍の票差で彼を破った。

## 家族
ジョンストンの娘のエリザベス・ジョンストン・パターソンは、1987年から1993年まで、サウスカロライナ州第4下院選挙区から合衆国下院で務めた。彼女は、1994年の民主党のサウスカロライナ州副知事の指名候補であった。